# オーストラリアの経済
オーストラリアの経済は、国内総生産は2010年には、おおよそ1.2兆アメリカ合衆国ドルに達している、発達した市場経済の一つである。この数字は、世界で13番目 に大きな経済大国であることを示すと同時に、購買力平価説に基づいての算出であったとしても、17番目に位置する。世界経済の1.7%を占めている。
オーストラリアはまた、貿易も活発であり、世界で19番目の輸入国であると同時に19番目の輸出国でもある。オーストラリアは、アジア太平洋経済協力（APEC）、G20、経済協力開発機構（OECD）、世界貿易機関（WTO）に加盟し、加えて、自由貿易協定を東南アジア諸国連合（ASEAN）、チリ、ニュージーランド、シンガポール、タイ王国、アメリカ合衆国と締結している。隣国であるニュージーランドとの自由貿易協定（en）によって、オーストラリアとニュージーランドの経済は一体化が進んでおり、2015年までにオーストラシアン経済市場が創出される計画もある。
オーストラリア経済の特色として、国民総生産の68%をサービス産業が担っている一方で、農業及び工業セクターが国民総生産の10%を担い、かつ、このセクターが輸出額の57%を稼ぎ出していることにある 。
石炭や鉄鉱石などの資源に恵まれる一方で、石油及び石油製品は輸入に依存しており、80%程度を輸入している状態である。
オーストラリア・ドルは、オーストラリア及びクリスマス島、ココス諸島、ノーフォーク島で流通しているほか、キリバス、ナウル、ツバルといった太平洋諸国でも事実上の公的地位を確保している通貨でもある。
オーストラリア証券取引所はオーストラリア最大の金融商品市場であり、BHPビリトン、リオ・ティント、ニューズ・コープといった世界企業が上場している市場でもある。

## 概要
オーストラリアの一人当たり国内総生産（購買力平価）では、イギリス、ドイツ、フランスをわずかに上回る。
オーストラリアは20世紀には毎年3.4%の経済成長を遂げてきたが、最近15年間は3.6%の成長をしており、OECD諸国平均の2.5%を上回っている。2009年12月現在では、1084万人の人々が働いており、失業率は5.5%である 。ここ10年間の物価上昇率は、2〜3％の間に収まっており、金利水準も5〜6%の間である。
観光、教育、金融業を含むサービス業の比重は国内総生産の69%である。最近10年間のサービス業の伸びは著しく10％から14.5％程度の成長を達成してきたが、この成長は第二次産業を犠牲にしてきた側面もある。2006年から2007年度における第二次産業の国内総生産の占める割合は12％程度であったが、かつては、15％程度を占めており、セクター別の国内総生産では最大であった。
2000年以降の資源価格の上昇を背景に、オーストラリアの輸出は工業製品よりもむしろ一次商品の輸出に重きをおいてきている。豊かな天然資源の存在があることから、オーストラリアは農業（とりわけ小麦や羊毛）、素材（鉄鉱石、金、天然ガス、石炭）といった一次産品の輸出主要国である。農業セクター及び工業セクターの国民総生産の比重はそれぞれ、3％および5％であるが、こういった一次産品がオーストラリアの貿易を支え続けてきた。オーストラリアの主な輸出相手国は日本、中華人民共和国、韓国、インド、アメリカ合衆国である。

### 経済の民営化
1980年代、オーストラリア経済は経済の民営化を実施してきた。1983年、ボブ・ホーク首相のもとで蔵相を勤めたポール・キーティングが中心となって、オーストラリア・ドルの変動相場制への移行を実施し、さらには、金融の自由化を実施した。
2000年には、物品税（en）を導入する一方で、所得税の引き下げを断行することで、貯蓄率の向上を図っている。

### オーストラリア経済の問題
オーストラリアは天然資源の高騰による貿易収支の黒字が為替レートを上昇させ労働コストの高騰を招き、最終的に製造業の衰退を起こす典型的なオランダ病である。2007年からBRICS（ブラジル、ロシア、インド、中国）などの新興諸国の急速な経済成長を背景に、資源価格の高騰が発生した。オーストラリアの経済は国際収支は赤字であるが資源開発のための資本流入によってそれを賄う構造となっている。そのため経常赤字にもかかわらず高い経済成長が維持され、労働生産性が高まっていった。しかしながら人口が小さいが故に労働市場に余裕がなく、生産性の高い資源開発に引きずられる形で為替レートが高騰し労働コストの上昇を招いた。そのため高い労働コストの懸念から製造業の空洞化が起き、フォード・オーストラリアの2工場閉鎖（2016年10月まで）、GMホールデンの自動車生産終了（2017年末まで）に引き続き、2014年初にトヨタ自動車が自動車とエンジンの生産を2017年に終了する旨を発表し自動車の現地生産が皆無となった。また石油精製部門でも世界的なエネルギーの多角化と石油の生産量のピークアウトを受け、製油マージンが低下を招いた。オーストラリアでは消費市場も小さく高コストであるため閉鎖が相次いでおり製油の輸入金額は2014年には前年比14.9％増となった。
2012年には中国の成長が一巡し鉄鋼需要に陰りが見えたため原材料である鉄鉱石、石炭ともに下落を続け貿易収支が赤字となった。その後は中国経済が一時回復するも不動産投資規制への警戒感もあり資源価格の低下を輸出量を増大させることで賄っている。
恒常的な経常赤字を生み出すオーストラリア経済を支えているのは埋蔵資源の価値による資本流入に他ならない。逆に言えば技術の革新によって、マテリアルを含めた資源価値の低下が起きた場合は資本流入が止まり、経済に致命傷を与えかねないモノカルチャー経済であるといえる。特に近年では環境意識の高まりにより二酸化炭素削減が叫ばれ、排出量の規制が国際的な問題となっている。そのため、二酸化炭素排出量の市場化により世界的に石炭の需要に圧力がかかり続けると予想される。
農業はオーストラリアの主産業だが、そのために大量の水を必要としており、マレー川・ダーリング川水系をはじめとして各地で過剰取水などの問題を起こしている。また過剰な灌漑による土壌の塩害も深刻になっている。

## 産業

### 第一次産業

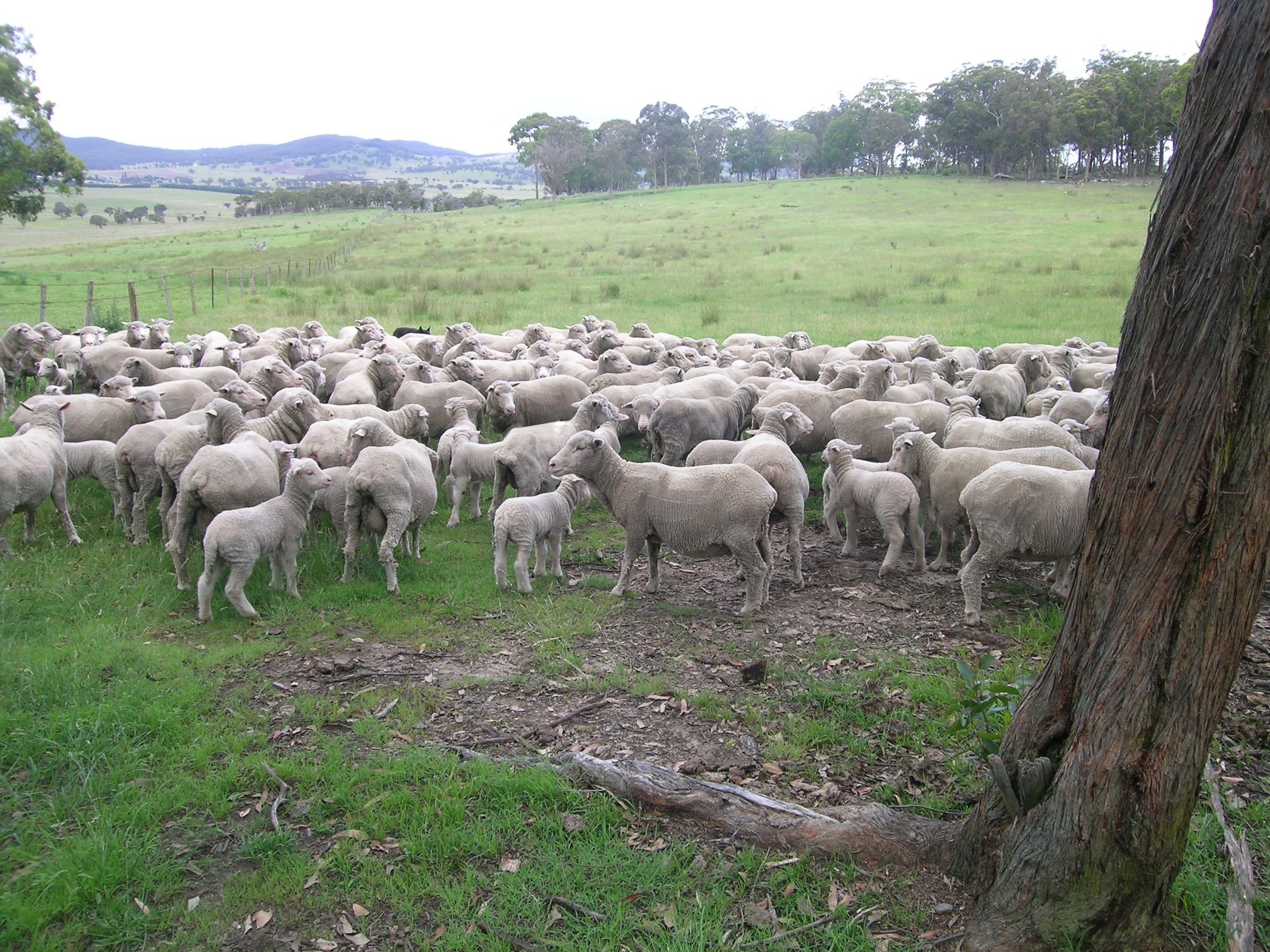
ニューサウスウェールズ州の牧場風景

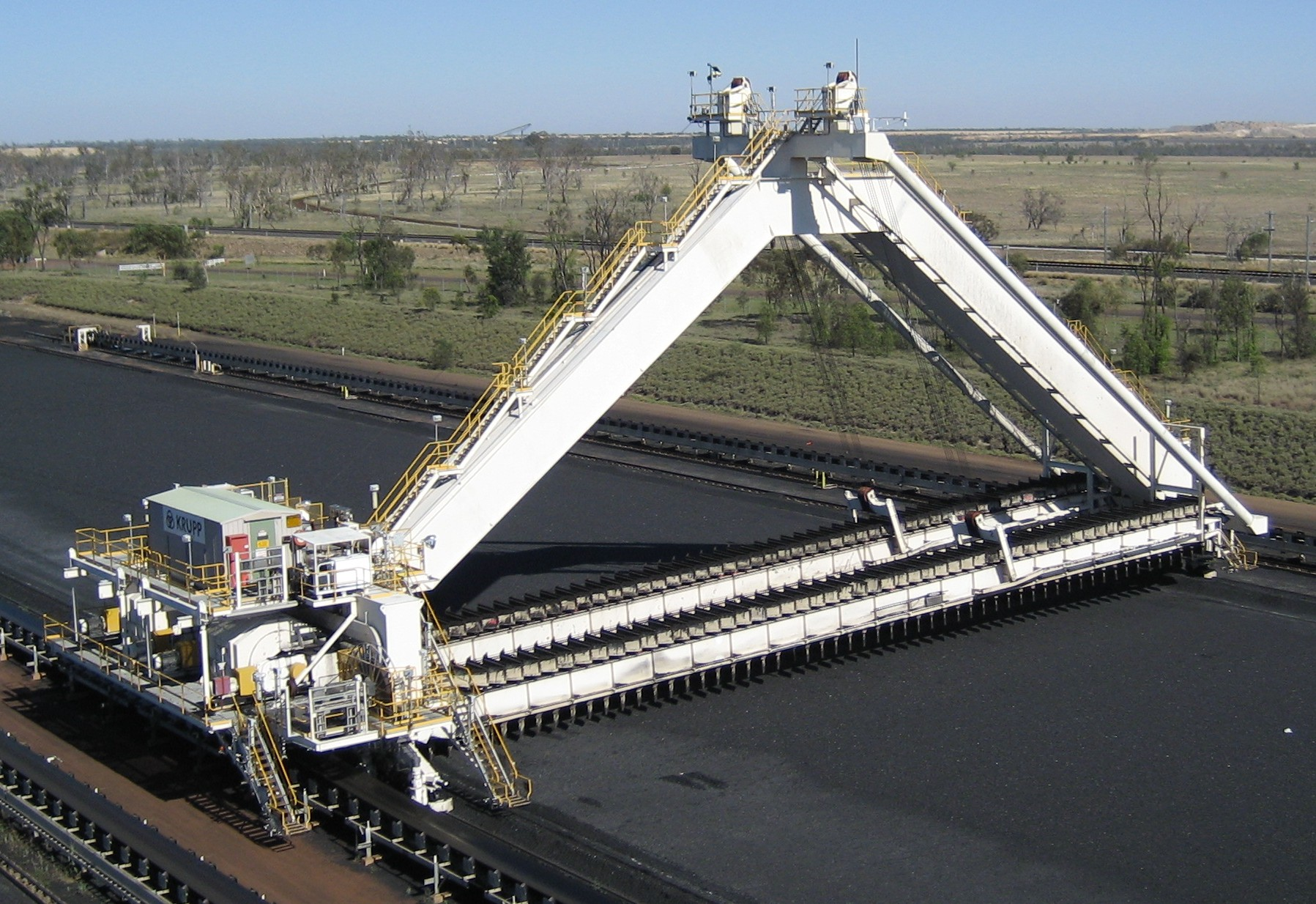
リオ・ティントの炭鉱（クイーンズランド州）

オーストラリアの輸出の牽引役が農業・鉱業セクターである。
農業に関して言えば、小麦の生産量は2,165万トン（2009年、世界9位）、大麦の生産量は810万トン（2009年、世界6位）、燕麦の生産量は124万トン（2009年、世界5位）、羊毛の生産量は37.1万トン（2009年、世界1位）が代表的である。また、牛肉の輸出額は、33億7900万米ドル（2009年、世界1位）であり、小麦の輸出額は37億3100万米ドル（2009年）であり、アメリカ合衆国、カナダ、フランスに次ぐ世界4位の数字である。農業分野で代表的な企業は、パースに本社を置くウェスファーマーズ（en）が挙げられる。
鉱業に関して言えば、石炭（2.87億トン、2007年、世界3位）、鉄鉱石（2.99億トン、2007年、世界1位）、天然ガス（17,930,000兆ジュール、2007年、世界15位）、ウラン鉱（7,600tトン、2007年、世界2位）が代表的な資源となる。オーストラリアの代表的な企業はこの業種に多く、資源メジャーのBHPグループ、リオ・ティントの他にも、アルミを採掘するアルミナ・リミテッド（enや石油・天然ガスの採掘を手がけるウッドサイド・ペトロリアムがある。

### 第二次産業
主要先進国と異なり、オーストラリアは自国市場の狭さや賃金の高さ、立地の悪さなどから製造業の育成に熱心ではない。オーストラリア政府は、1990年代初頭から自動車にかかる輸入関税の引き下げを実施しており、1970年代に撤退したフォルクスワーゲン、そのフォルクスワーゲンの設備を引き継いで稼動していた日産自動車もオーストラリアでの現地生産をあきらめている。2008年には、再度の関税の引き下げと日本本国での自動車販売の低迷、あるいは新興国での生産によるコストカットの可能性があるといったさまざまな要因を受けて、三菱自動車工業もオーストラリアから撤退している。そのため、オーストラリア国内で生産している自動車メーカーは、トヨタ自動車、フォード・オーストラリア、GMホールデンのみとなっていた。
しかし、生産コストの増大などを受けて、2013年にフォードと、ホールデンが現地生産の終了を発表。残るトヨタも撤退するとの憶測が広がり、オーストラリア政府が引き止めに動いたが、トヨタもまた、2014年2月10日に2017年10月末での現地生産終了を決定した。
フォードは2016年10月に、トヨタは2017年10月に、オーストラリアでの生産を終了。最後まで残ったホールデンも、2017年10月、自社工場閉鎖に伴い、操業を終了した。これにより、オーストラリアで自動車を生産するメーカーは無くなった。

### 第三次産業

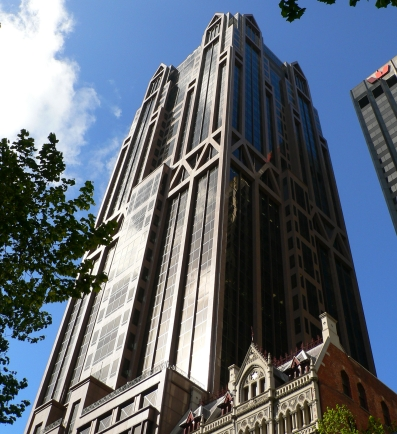
メルボルンにあるANZ銀行本社ビル

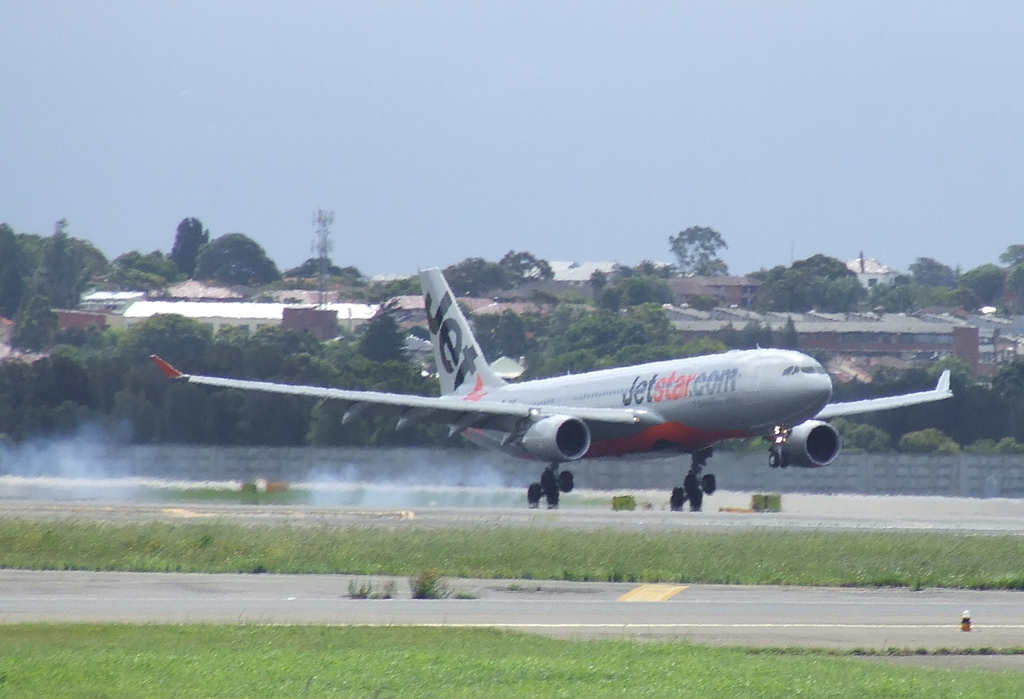
シドニー国際空港に着陸するジェットスター航空の航空機

#### 金融業
オーストラリア証券取引所（ASX）は、オセアニア最大の株式市場である。とはいえ、オーストラリア証券取引所の経営基盤も磐石というわけではなく、環太平洋圏における市場間競争にさらされている。シンガポール証券取引所（SGX）による買収提案は、オーストラリア政府によって拒否されている。
それ以外の金融セクターでは、世界規模の企業が多い。オーストラリア・ニュージーランド銀行、オーストラリア・コモンウェルス銀行、ナショナルオーストラリア銀行、ウエストパック銀行が代表的な四大市中銀行である。
また、1991年から2010年までの間にオーストラリア国内では21,131件のM&Aが実施され、その総額は、1兆8110億アメリカ・ドルに達した。2010年には、1,830億アメリカ・ドルのM&Aが実施され、2009年と比較し、件数は3.8%、金額は13.6%の増加となった。そういった中で、オーストラリアで実施された最大のM&Aは、ウエストパック銀行がセントジョージ銀行を買収した案件であり、その金額は191億オーストラリア・ドルであった。

#### 不動産
オーストラリアにおける外国資本の住宅への投資は、2015年-2016年で724億アメリカドルであり、ここ数年で2倍弱の上昇を見せている。政府は、外国人の住宅購入に対して制限を加え始めたが、住宅価格の上昇に合わせて賃貸価格も上昇し、一般的な家庭にまで影響を与え始めている。

#### 情報・通信業
オーストラリアを代表する情報・通信企業の筆頭格は、ルパート・マードックが率いるニューズ・コープである。

#### 空運業
カンタス航空がフラッグキャリアの地位を占めているが、ヴァージン・グループが格安航空会社ヴァージン・ブルーを設立したことから、カンタス航空もジェットスター航空を設立、就航させた。一方で2001年にはアンセット・オーストラリア航空が倒産している。

#### 小売・サービス
オーストラリアの外食産業はスターバックスや吉野家が赤字撤退するなど、海外企業が直営で成功した例はほとんど無いとされる。数少ない成功例のマクドナルドやケンタッキーフライドチキン、セブンイレブンは地元企業によるフランチャイズである。
これらの要因として市場規模以外にも、日本の2倍とされる最低賃金や従業員の権利や福利厚生を尊重した労働法により人件費が高いことに加え、都市部では商業用物件の家賃も高いことがコストを押し上げているためとされる。